# Norvégia az 1992. évi téli olimpiai játékokon
Norvégia a franciaországi Albertville-ben megrendezett 1992. évi téli olimpiai játékok egyik részt vevő nemzete volt. Az országot az olimpián 11 sportágban 80 sportoló képviselte, akik összesen 20 érmet szereztek.

## Érmesek
| Érem  | Versenyző                                                          | Sportág          | Versenyszám                  |
| ----- | ------------------------------------------------------------------ | ---------------- | ---------------------------- |
| Arany | Finn Christian Jagge                                               | Alpesisí         | Férfi műlesiklás             |
| Arany | Kjetil André Aamodt                                                | Alpesisí         | Férfi óriás-műlesiklás       |
| Arany | Johann Olav Koss                                                   | Gyorskorcsolya   | Férfi 1500 m                 |
| Arany | Geir Karlstad                                                      | Gyorskorcsolya   | Férfi 5000 m                 |
| Arany | Vegard Ulvang                                                      | Sífutás          | Férfi 10 km                  |
| Arany | Vegard Ulvang                                                      | Sífutás          | Férfi 30 km                  |
| Arany | Bjørn Dæhlie                                                       | Sífutás          | Férfi 50 km                  |
| Arany | Bjørn Dæhlie                                                       | Sífutás          | Férfi 15 km üldözőverseny    |
| Arany | Terje Langli Vegard Ulvang Kristen Skjeldal Bjørn Dæhlie           | Sífutás          | Férfi 4 × 10 km váltó        |
| Ezüst | Knut Tore Apeland Trond Einar Elden Fred Børre Lundberg            | Északi összetett | Csapat                       |
| Ezüst | Ådne Søndrål                                                       | Gyorskorcsolya   | Férfi 1500 m                 |
| Ezüst | Johann Olav Koss                                                   | Gyorskorcsolya   | Férfi 10 000 m               |
| Ezüst | Bjørn Dæhlie                                                       | Sífutás          | Férfi 30 km                  |
| Ezüst | Vegard Ulvang                                                      | Sífutás          | Férfi 15 km üldözőverseny    |
| Ezüst | Trude Dybendahl Inger Helene Nybråten Solveig Pedersen Elin Nilsen | Sífutás          | Női 4 × 5 km váltó           |
| Bronz | Kjetil André Aamodt                                                | Alpesisí         | Férfi szuperóriás-műlesiklás |
| Bronz | Jan Einar Thorsen                                                  | Alpesisí         | Férfi óriás-műlesiklás       |
| Bronz | Geir Karlstad                                                      | Gyorskorcsolya   | Férfi 10 000 m               |
| Bronz | Stine Lise Hattestad                                               | Síakrobatika     | Női mogul                    |
| Bronz | Terje Langli                                                       | Sífutás          | Férfi 30 km                  |

## Alpesisí
Férfi
| Versenyző             | Versenyszám            | 1. futam      | 1. futam      | 2. futam      | 2. futam      | Összesítés | Összesítés |
| Versenyző             | Versenyszám            | Idő           | Hely.         | Idő           | Hely.         | Idő        | Helyezés   |
| --------------------- | ---------------------- | ------------- | ------------- | ------------- | ------------- | ---------- | ---------- |
| Kjetil André Aamodt   | Lesiklás               |               |               |               |               | 1:54,24    | 26.        |
| Kjetil André Aamodt   | Műlesiklás             | 54,42         | 20.           | nem ért célba | nem ért célba | kiesett    | kiesett    |
| Kjetil André Aamodt   | Óriás-műlesiklás       | 1:04,81       | 3.            | 1:03,01       | 6.            | 2:07,82    |            |
| Kjetil André Aamodt   | Szuperóriás-műlesiklás |               |               |               |               | 1:13,04    |            |
| Lasse Arnesen         | Lesiklás               |               |               |               |               | 1:51,63    | 8.         |
| Ole Kristian Furuseth | Műlesiklás             | 53,14         | 7.            | nem ért célba | nem ért célba | kiesett    | kiesett    |
| Ole Kristian Furuseth | Óriás-műlesiklás       | 1:05,63       | 6.            | 1:02,53       | 2.            | 2:08,16    | 5.         |
| Ole Kristian Furuseth | Szuperóriás-műlesiklás |               |               |               |               | 1:13,87    | 4.         |
| Finn Christian Jagge  | Műlesiklás             | 51,43         | 1.            | 52,96         | 6.            | 1:44,39    |            |
| Lasse Kjus            | Óriás-műlesiklás       | nem ért célba | nem ért célba | kiesett       | kiesett       | kiesett    | kiesett    |
| Didrik Marksten       | Műlesiklás             | nem ért célba | nem ért célba | kiesett       | kiesett       | kiesett    | kiesett    |
| Didrik Marksten       | Óriás-műlesiklás       | nem ért célba | nem ért célba | kiesett       | kiesett       | kiesett    | kiesett    |
| Tom Stiansen          | Lesiklás               |               |               |               |               | 1:55,62    | 32.        |
| Tom Stiansen          | Szuperóriás-műlesiklás |               |               |               |               | 1:14,51    | 8.         |
| Jan Einar Thorsen     | Lesiklás               |               |               |               |               | 1:50,79    | 5.         |
| Jan Einar Thorsen     | Szuperóriás-műlesiklás |               |               |               |               | 1:13,83    |            |

| Versenyző             | Versenyszám | Lesiklás      | Lesiklás      | Lesiklás      | Műlesiklás | Műlesiklás | Műlesiklás | Műlesiklás | Műlesiklás | Műlesiklás | Műlesiklás | Összesítés | Összesítés |
| Versenyző             | Versenyszám | Lesiklás      | Lesiklás      | Lesiklás      | 1. futam   | 1. futam   | 2. futam   | 2. futam   | Össz.      | Össz.      | Össz.      | Összesítés | Összesítés |
| Versenyző             | Versenyszám | Idő           | Pont          | Hely.         | Idő        | Hely.      | Idő        | Hely.      | Idő        | Pont       | Hely.      | Pont       | Helyezés   |
| --------------------- | ----------- | ------------- | ------------- | ------------- | ---------- | ---------- | ---------- | ---------- | ---------- | ---------- | ---------- | ---------- | ---------- |
| Lasse Arnesen         | Összetett   | 1:46,81       | 18,76         | 17.           | 53,33      | 17.        | 53,59      | 13.        | 1:46,92    | 33,17      | 14.        | 51,93      | 10.        |
| Ole Kristian Furuseth | Összetett   | 1:48,94       | 40,47         | 31.           | 50,59      | 9.         | 50,45      | 1.         | 1:41,04    | 0,00       | 1.         | 40,47      | 7.         |
| Tom Stiansen          | Összetett   | nem ért célba | nem ért célba | nem ért célba | kiesett    | kiesett    | kiesett    | kiesett    | kiesett    | kiesett    | kiesett    | kiesett    | kiesett    |
| Jan Einar Thorsen     | Összetett   | 1:44,97       | 0,00          | 1.            | 54,59      | 20.        | 55,80      | 19.        | 1:50,39    | 52,75      | 18.        | 52,75      | 11.        |

Női
| Versenyző         | Versenyszám            | 1. futam      | 1. futam      | 2. futam | 2. futam | Összesítés    | Összesítés    |
| Versenyző         | Versenyszám            | Idő           | Hely.         | Idő      | Hely.    | Idő           | Helyezés      |
| ----------------- | ---------------------- | ------------- | ------------- | -------- | -------- | ------------- | ------------- |
| Anne Berge        | Műlesiklás             | 49,39         | 13.           | 44,83    | 5.       | 1:34,22       | 8.            |
| Anne Berge        | Óriás-műlesiklás       | 1:09,90       | 27.*          | 1:09,61  | 20.      | 2:19,51       | 21.           |
| Anne Berge        | Szuperóriás-műlesiklás |               |               |          |          | 1:25,65       | 21.           |
| Merete Fjeldavlie | Műlesiklás             | 51,65         | 29.           | 47,02    | 22.      | 1:38,67       | 22.           |
| Merete Fjeldavlie | Óriás-műlesiklás       | 1:08,66       | 19.           | 1:08,57  | 14.      | 2:17,23       | 15.           |
| Merete Fjeldavlie | Szuperóriás-műlesiklás |               |               |          |          | nem ért célba | nem ért célba |
| Astrid Lødemel    | Lesiklás               |               |               |          |          | 1:54,76       | 15.           |
| Astrid Lødemel    | Óriás-műlesiklás       | nem ért célba | nem ért célba | kiesett  | kiesett  | kiesett       | kiesett       |
| Astrid Lødemel    | Szuperóriás-műlesiklás |               |               |          |          | nem ért célba | nem ért célba |

| Versenyző         | Versenyszám | Lesiklás | Lesiklás | Lesiklás | Műlesiklás | Műlesiklás | Műlesiklás | Műlesiklás | Műlesiklás | Műlesiklás | Műlesiklás | Összesítés | Összesítés |
| Versenyző         | Versenyszám | Lesiklás | Lesiklás | Lesiklás | 1. futam   | 1. futam   | 2. futam   | 2. futam   | Össz.      | Össz.      | Össz.      | Összesítés | Összesítés |
| Versenyző         | Versenyszám | Idő      | Pont     | Hely.    | Idő        | Hely.      | Idő        | Hely.      | Idő        | Pont       | Hely.      | Pont       | Helyezés   |
| ----------------- | ----------- | -------- | -------- | -------- | ---------- | ---------- | ---------- | ---------- | ---------- | ---------- | ---------- | ---------- | ---------- |
| Anne Berge        | Összetett   | 1:28,67  | 35,28    | 21.      | 34,93      | 4.         | 34,36      | 2.         | 1:09,29    | 0,00       | 1.         | 35,28      | 5.         |
| Merete Fjeldavlie | Összetett   | 1:28,26  | 30,17    | 19.      | 35,52      | 9.*        | kizárták   | kizárták   | kiesett    | kiesett    | kiesett    | kiesett    | kiesett    |
| Astrid Lødemel    | Összetett   | 1:26,95  | 13,84    | 8.       | 37,29      | 20.        | 55,96      | 22.        | 1:33,25    | 197,10     | 22.        | 210,94     | 22.        |

## Biatlon
Férfi
| Versenyző                                           | Versenyszám      | Lövőhiba | Időeredmény | Helyezés |
| --------------------------------------------------- | ---------------- | -------- | ----------- | -------- |
| Geir Einang                                         | 10 km sprint     | 2        | 29:45,0     | 66.      |
| Geir Einang                                         | 20 km egyéni     | 3        | 1:02:04,8   | 36.      |
| Gisle Fenne                                         | 20 km egyéni     | 1        | 58:32,9     | 9.       |
| Sylfest Glimsdal                                    | 10 km sprint     | 4        | 27:38,9     | 24.      |
| Eirik Kvalfoss                                      | 10 km sprint     | 2        | 28:38,2     | 47.      |
| Eirik Kvalfoss                                      | 20 km egyéni     | 2        | 1:00:52,4   | 27.      |
| Frode Løberg                                        | 20 km egyéni     | 1        | 58:32,4     | 8.       |
| Jon Åge Tyldum                                      | 10 km sprint     | 0        | 28:01,4     | 34.      |
| Geir Einang Frode Løberg Gisle Fenne Eirik Kvalfoss | 4 × 7,5 km váltó | 1        | 1:26:32,4   | 5.       |

Női
| Versenyző                                       | Versenyszám      | Lövőhiba | Időeredmény | Helyezés |
| ----------------------------------------------- | ---------------- | -------- | ----------- | -------- |
| Anne Elvebakk                                   | 7,5 km sprint    | 3        | 27:34,2     | 32.      |
| Åse Idland                                      | 15 km egyéni     | 4        | 57:05,0     | 27.      |
| Elin Kristiansen                                | 7,5 km sprint    | 1        | 26:23,3     | 15.      |
| Elin Kristiansen                                | 15 km egyéni     | 2        | 53:19,6     | 9.       |
| Grete Ingeborg Nykkelmo                         | 7,5 km sprint    | 5        | 27:24,2     | 31.      |
| Grete Ingeborg Nykkelmo                         | 15 km egyéni     | 5        | 55:59,4     | 18.      |
| Signe Trosten                                   | 7,5 km sprint    | 2        | 26:43,3     | 19.      |
| Signe Trosten                                   | 15 km egyéni     | 2        | 53:24,5     | 10.      |
| Signe Trosten Hildegunn Fossen Elin Kristiansen | 3 × 7,5 km váltó | 1        | 1:21:20,0   | 7.       |

## Bob
| Versenyző                 | Versenyszám | 1. futam | 1. futam | 2. futam | 2. futam | 3. futam | 3. futam | 4. futam | 4. futam | Összesítés | Összesítés |
| Versenyző                 | Versenyszám | Idő      | Hely.    | Idő      | Hely.    | Idő      | Hely.    | Idő      | Hely.    | Idő        | Helyezés   |
| ------------------------- | ----------- | -------- | -------- | -------- | -------- | -------- | -------- | -------- | -------- | ---------- | ---------- |
| Erik Gogstad Atle Norstad | Kettes      | 1:01,64  | 25.      | 1:02,24  | 27.      | 1:02,24  | 26.      | 1:02,36  | 25.*     | 4:08,48    | 27.        |

* - egy másik csapattal azonos eredményt ért el

## Északi összetett
| Versenyző                                               | Versenyszám | Síugrás | Síugrás | Síugrás    | Sífutás   | Sífutás | Összesítés | Összesítés |
| Versenyző                                               | Versenyszám | Pont    | Hely.   | Időhátrány | Idő       | Hely.   | Idő        | Helyezés   |
| ------------------------------------------------------- | ----------- | ------- | ------- | ---------- | --------- | ------- | ---------- | ---------- |
| Knut Tore Apeland                                       | Egyéni      | 190,7   | 35.     | +4:12,0    | 43:11,9   | 4.      | 47:23,9    | 10.        |
| Bård Jørgen Elden                                       | Egyéni      | 167,7   | 45.     | +6:45,4    | 42:32,1   | 2.      | 49:17,5    | 21.        |
| Trond Einar Elden                                       | Egyéni      | 181,9   | 39.     | +5:10,7    | 42:01,2   | 1.      | 47:11,9    | 9.         |
| Fred Børre Lundberg                                     | Egyéni      | 211,9   | 9.      | +1:50,7    | 44:04,1   | 9.      | 45:54,8    | 4.         |
| Knut Tore Apeland Fred Børre Lundberg Trond Einar Elden | Csapat      | 569,9   | 6.      | +6:16      | 1:18:46,9 | 1.      | 1:25:02,9  |            |

## Gyorskorcsolya
Férfi
| Versenyző        | Versenyszám | Eredmény | Helyezés |
| ---------------- | ----------- | -------- | -------- |
| Steinar Johansen | 1500 m      | 2:00,79  | 29.      |
| Steinar Johansen | 10 000 m    | 14:36,09 | 8.       |
| Geir Karlstad    | 1500 m      | 1:56,98  | 8.       |
| Geir Karlstad    | 5000 m      | 6:59,97  |          |
| Geir Karlstad    | 10 000 m    | 14:18,13 |          |
| Johann Olav Koss | 1500 m      | 1:54,81  |          |
| Johann Olav Koss | 5000 m      | 7:11,32  | 7.       |
| Johann Olav Koss | 10 000 m    | 14:14,58 |          |
| Ådne Søndrål     | 1000 m      | 1:17,56  | 29.      |
| Ådne Søndrål     | 1500 m      | 1:54,85  |          |
| Atle Vårvik      | 5000 m      | 7:28,28  | 28.      |

Női
| Versenyző            | Versenyszám | Eredmény | Helyezés |
| -------------------- | ----------- | -------- | -------- |
| Edel Therese Høiseth | 500 m       | 41,89    | 20.      |
| Edel Therese Høiseth | 1000 m      | 1:23,85  | 13.      |
| Edel Therese Høiseth | 1500 m      | 2:14,93  | 30.      |
| Anette Tønsberg      | 3000 m      | 4:38,66  | 20.      |
| Anette Tønsberg      | 5000 m      | 8:09,68  | 21.      |
| Else Ragni Yttredal  | 1000 m      | 1:24,54  | 21.      |
| Else Ragni Yttredal  | 1500 m      | 2:09,38  | 12.      |
| Else Ragni Yttredal  | 3000 m      | 4:36,98  | 16.      |
| Else Ragni Yttredal  | 5000 m      | 8:09,69  | 22.      |

## Jégkorong
| Norvég férfi jégkorongcsapat-játékoskeret                                                                                                | Norvég férfi jégkorongcsapat-játékoskeret                                                                                                   | Norvég férfi jégkorongcsapat-játékoskeret                                                                     |
| --- | --- | --- |
| - Steve Allman - Morgan Andersen - Arne Billkvam - Ole Eskild Dahlstrøm - Rune Gulliksen - Jan-Roar Fagerli - Jarle Friis - Martin Friis | - Carl Gunnar Gundersen - Geir Hoff - Tommy Jakobsen - Tom Johansen - Jon-Magne Karlstad - Erik Kristiansen - Ørjan Løvdal - Jim Marthinsen | - Øystein Olsen - Eirik Paulsen - Marius Rath - Petter Salsten - Rob Schistad - Kim Søgaard - Petter Thoresen |

### Eredmények
B csoport
| Csapat            | M | Gy | D | V | G+ | G– | Gk  | P |
| ----------------- | - | -- | - | - | -- | -- | --- | - |
| Kanada            | 5 | 4  | 0 | 1 | 28 | 9  | +19 | 8 |
| Egyesített Csapat | 5 | 4  | 0 | 1 | 32 | 10 | +22 | 8 |
| Csehszlovákia     | 5 | 4  | 0 | 1 | 25 | 15 | +10 | 8 |
| Franciaország     | 5 | 2  | 0 | 3 | 14 | 22 | –8  | 4 |
| Svájc             | 5 | 1  | 0 | 4 | 13 | 25 | –12 | 2 |
| Norvégia          | 5 | 0  | 0 | 5 | 7  | 38 | –31 | 0 |

| 1992. február 8. | Csehszlovákia (TCH) | 10 – 1 (4–0, 5–1, 1–0) | Norvégia | Méribel, Franciaország |

|  |  |  |  |  |
|  |  |  |  |  |
|  |  |  |  |  |
|  |  |  |  |  |

| 1992. február 10. | Egyesített Csapat (EUN) | 8 – 1 (3–0, 2–0, 3–1) | Norvégia | Méribel, Franciaország |

|  |  |  |  |  |
|  |  |  |  |  |
|  |  |  |  |  |
|  |  |  |  |  |

| 1992. február 12. | Kanada (CAN) | 10 – 0 (0–0, 0–0, 0–0) | Norvégia | Méribel, Franciaország |

|  |  |  |  |  |
|  |  |  |  |  |
|  |  |  |  |  |
|  |  |  |  |  |

| 1992. február 14. | Svájc (SUI) | 6 – 3 (0–1, 1–1, 5–1) | Norvégia | Méribel, Franciaország |

|  |  |  |  |  |
|  |  |  |  |  |
|  |  |  |  |  |
|  |  |  |  |  |

| 1992. február 16. | Franciaország (FRA) | 4 – 2 (1–0, 0–0, 3–2) | Norvégia | Méribel, Franciaország |

|  |  |  |  |  |
|  |  |  |  |  |
|  |  |  |  |  |
|  |  |  |  |  |

A 9–12. helyért
| 1992. február 18. | Norvégia (NOR) | 5 – 3 (1–1, 2–1, 2–1) | Olaszország | Méribel, Franciaország |

|  |  |  |  |  |
|  |  |  |  |  |
|  |  |  |  |  |
|  |  |  |  |  |

A 9. helyért
| 1992. február 20. | Norvégia (NOR) | 5 – 2 (2–0, 0–1, 3–1) | Svájc | Méribel, Franciaország |

|  |  |  |  |  |
|  |  |  |  |  |
|  |  |  |  |  |
|  |  |  |  |  |

| Csapat   | Helyezés |
| -------- | -------- |
| Norvégia | 9.       |

## Rövidpályás gyorskorcsolya
Férfi
| Versenyző        | Versenyszám | Előfutam | Előfutam | Negyeddöntő | Negyeddöntő | Elődöntő | Elődöntő | B döntő | B döntő | Döntő   | Döntő   | Helyezés |
| Versenyző        | Versenyszám | Idő      | Hely.    | Idő         | Hely.       | Idő      | Hely.    | Idő     | Hely.   | Idő     | Hely.   | Helyezés |
| ---------------- | ----------- | -------- | -------- | ----------- | ----------- | -------- | -------- | ------- | ------- | ------- | ------- | -------- |
| Gisle Elvebakken | 1000 m      | 1:41,50  | 3.       | kiesett     | kiesett     | kiesett  | kiesett  | kiesett | kiesett | kiesett | kiesett | 22.      |

## Síakrobatika
Mogul
| Versenyző            | Versenyszám | Selejtező | Selejtező | Döntő   | Döntő    |
| Versenyző            | Versenyszám | Pont      | Helyezés  | Pont    | Helyezés |
| -------------------- | ----------- | --------- | --------- | ------- | -------- |
| Stine Lise Hattestad | Női         | 23,11     | 3.        | 23,04   |          |
| Kari Traa            | Női         | 17,30     | 14.       | kiesett | kiesett  |

## Sífutás
Férfi
| Versenyző                                                | Versenyszám         | Eredmény   | Helyezés   |
| -------------------------------------------------------- | ------------------- | ---------- | ---------- |
| Bjørn Dæhlie                                             | 10 km               | 28:01,6    | 4.         |
| Bjørn Dæhlie                                             | 15 km üldözőverseny | 38:01,9    |            |
| Bjørn Dæhlie                                             | 30 km               | 1:23:14,0  |            |
| Bjørn Dæhlie                                             | 50 km               | 2:03:41,5  |            |
| Erling Jevne                                             | 30 km               | 1:24:07,7  | 5.         |
| Terje Langli                                             | 10 km               | 29:51,0    | 20.        |
| Terje Langli                                             | 15 km üldözőverseny | nem indult | nem indult |
| Terje Langli                                             | 30 km               | 1:23:42,5  |            |
| Terje Langli                                             | 50 km               | 2:11:32,0  | 18.        |
| Kristen Skjeldal                                         | 10 km               | 31:02,0    | 38.        |
| Kristen Skjeldal                                         | 15 km üldözőverseny | nem indult | nem indult |
| Kristen Skjeldal                                         | 50 km               | 2:11:44,5  | 20.        |
| Vegard Ulvang                                            | 10 km               | 27:36,0    |            |
| Vegard Ulvang                                            | 15 km üldözőverseny | 38:55,3    |            |
| Vegard Ulvang                                            | 30 km               | 1:22:27,8  |            |
| Vegard Ulvang                                            | 50 km               | 2:08:21,5  | 9.         |
| Terje Langli Vegard Ulvang Kristen Skjeldal Bjørn Dæhlie | 4 × 10 km váltó     | 1:39:26,0  |            |

Női
| Versenyző                                                          | Versenyszám         | Eredmény   | Helyezés   |
| ------------------------------------------------------------------ | ------------------- | ---------- | ---------- |
| Trude Dybendahl                                                    | 5 km                | 15:10,8    | 21.        |
| Trude Dybendahl                                                    | 10 km üldözőverseny | nem indult | nem indult |
| Trude Dybendahl                                                    | 15 km               | 44:31,5    | 8.         |
| Trude Dybendahl                                                    | 30 km               | 1:27:29,8  | 9.         |
| Inger Lise Hegge                                                   | 15 km               | 46:03,9    | 21.        |
| Inger Lise Hegge                                                   | 30 km               | 1:29:31,6  | 14.        |
| Elin Nilsen                                                        | 5 km                | 14:50,8    | 10.        |
| Elin Nilsen                                                        | 10 km üldözőverseny | 27:13,9    | 5.         |
| Elin Nilsen                                                        | 30 km               | 1:26:25,1  | 4.         |
| Inger Helene Nybråten                                              | 5 km                | 14:33,3    | 5.         |
| Inger Helene Nybråten                                              | 10 km üldözőverseny | 27:21,1    | 7.         |
| Inger Helene Nybråten                                              | 15 km               | 44:18,6    | 7.         |
| Inger Helene Nybråten                                              | 30 km               | 1:28:21,8  | 13.        |
| Solveig Pedersen                                                   | 5 km                | 14:42,1    | 8.         |
| Solveig Pedersen                                                   | 10 km üldözőverseny | 28:26,6    | 15.        |
| Solveig Pedersen                                                   | 15 km               | 45:51,3    | 20.        |
| Solveig Pedersen Inger Helene Nybråten Trude Dybendahl Elin Nilsen | 4 × 5 km váltó      | 59:56,4    |            |

## Síugrás
| Versenyző                                                | Versenyszám | 1. ugrás | 1. ugrás | 2. ugrás | 2. ugrás | Összesítés | Összesítés |
| Versenyző                                                | Versenyszám | Pont     | Hely.    | Pont     | Hely.    | Pont       | Helyezés   |
| -------------------------------------------------------- | ----------- | -------- | -------- | -------- | -------- | ---------- | ---------- |
| Øyvind Berg                                              | Normálsánc  | 90,1     | 43.      | 95,9     | 24.      | 186,0      | 35.*       |
| Øyvind Berg                                              | Nagysánc    | 73,6     | 35.      | 67,0     | 35.      | 140,6      | 34.        |
| Espen Bredesen                                           | Normálsánc  | 73,1     | 57.      | 54,0     | 58.      | 127,1      | 58.        |
| Espen Bredesen                                           | Nagysánc    | 45,4     | 54.      | 28,7     | 58.      | 74,1       | 57.        |
| Magne Johansen                                           | Normálsánc  | 86,7     | 48.      | 87,6     | 46.*     | 174,3      | 49.        |
| Magne Johansen                                           | Nagysánc    | 79,5     | 29.*     | 86,8     | 10.      | 166,3      | 18.        |
| Lasse Ottesen                                            | Normálsánc  | 107,4    | 7.       | 72,0     | 56.      | 179,4      | 45.        |
| Lasse Ottesen                                            | Nagysánc    | 60,3     | 49.      | 66,5     | 36.      | 126,8      | 45.        |
| Espen Bredesen Magne Johansen Rune Olijnyk Lasse Ottesen | Csapat      | 286,6    | 5.       | 251,4    | 8.       | 538,0      | 7.         |

* - egy másik versenyzővel azonos eredményt ért el

## Szánkó
| Versenyző                      | Versenyszám | 1. futam | 1. futam | 2. futam | 2. futam | Összesítés | Összesítés |
| Versenyző                      | Versenyszám | Idő      | Hely.    | Idő      | Hely.    | Idő        | Helyezés   |
| ------------------------------ | ----------- | -------- | -------- | -------- | -------- | ---------- | ---------- |
| Harald Rolfsen Snorre Pedersen | Kettes      | 47,610   | 18.      | 47,368   | 16.      | 1:34,978   | 16.        |